# Expedició 11
L'Expedició 11 va ser l'onzena estada de llarga durada a l'Estació Espacial Internacional, utilitzant la nau Soiuz TMA-6, que es va mantenir durant l'expedició per a l'evacuació d'emergència.
L'astronauta italià de l'Agència Espacial Europea Roberto Vittori es va enlairar amb l'Expedició 11 en la nau Soiuz TMA-6 i va tornar el 24 d'abril de 2005 amb l'Expedició 10 en una Soiuz TMA-5.

## Tripulació
| Posició           | Astronauta                                  | Astronauta                                  |
| ----------------- | ------------------------------------------- | ------------------------------------------- |
| Comandant         | Serguei K. Krikaliov, RSA Sisè vol espacial | Serguei K. Krikaliov, RSA Sisè vol espacial |
| Enginyer de vol 1 | John L. Phillips, NASA Segon vol espacial   | John L. Phillips, NASA Segon vol espacial   |

## Paràmetres de la missió
- Perigeu: 384 km
- Apogeu: 396 km
- Inclinació: 51,6°
- Període: 92 min

## Objectius

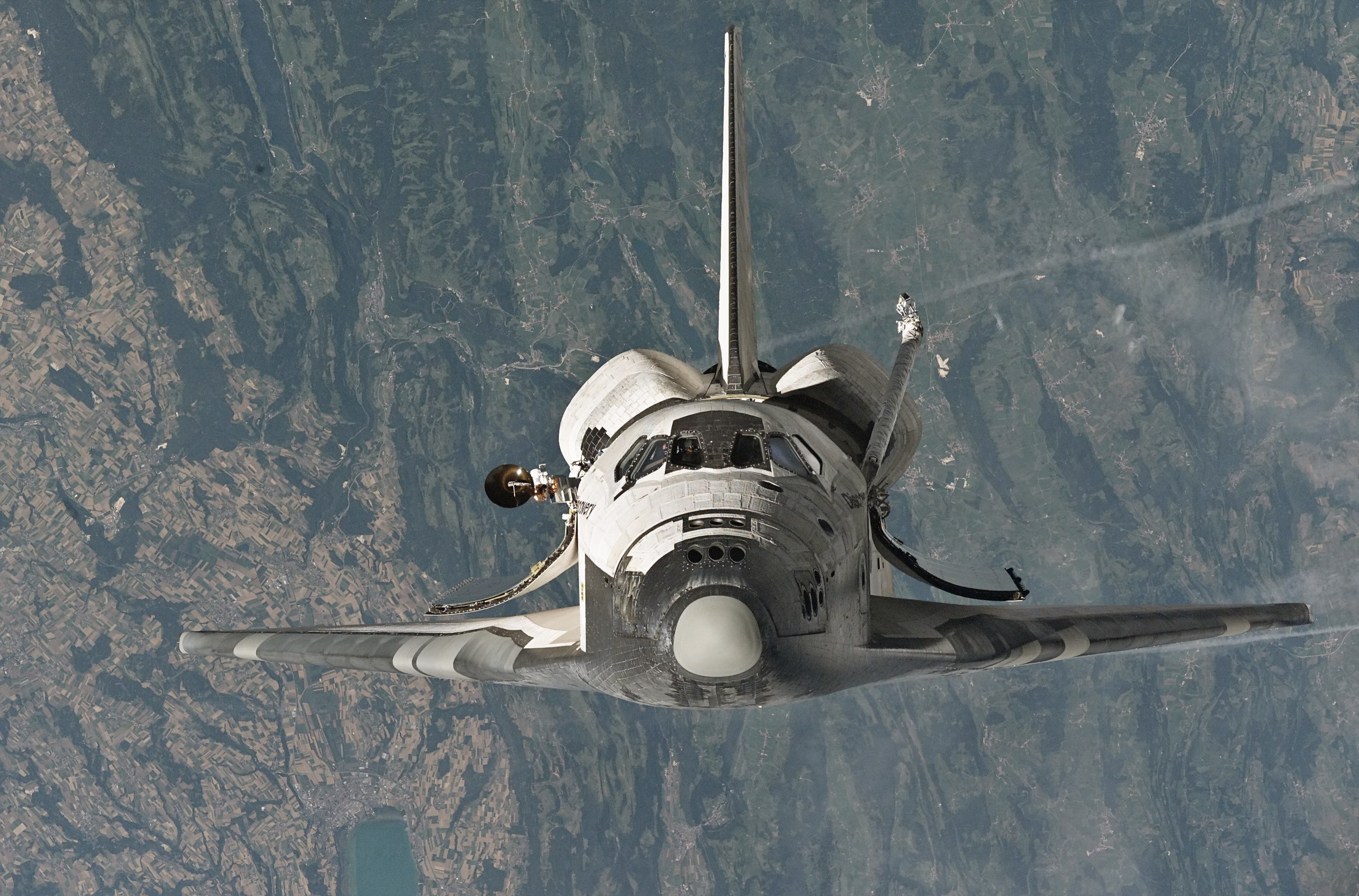
El Transbordador Espacial Discovery fotografiat per l'Expedició 11 com es va realitzar per primera vegada la Rendezvous pitch manoeuvre.

La missió va haver de conduir passeigs espacials en diverses ocasions, utilitzant vestits espacials tant de la NASA com russos.
En el 28 de juliol de 2005 a les 11:18 UTC, la missió del Transbordador Espacial STS-114 es va acoblar i va lliurar un nou Control Moment Gyroscope com a càrrega d'aproximadament 4.100 kg ubicada dins del Multi-Purpose Logistics Module (MPLM) anomenat Raffaello. En el 6 d'agost de 2005, l'orbitador es va desacoblar de l'ISS portant el MPLM de tornada.
Durant la missió de l'Expedició 11, el Comandant rus Serguei Krikaliov va superar el rècord de temps total acumulat a l'espai (l'anterior rècord el mantenia Serguei Avdeyev amb 747.593 dies). Krikaliov en el llançament tenia 624.387 dies a l'espai. Va superar el rècord en el 123è dia de la missió, el 16 d'agost de 2005. El seu temps acumulatiu a l'espai va ser de 803 dies, 9 hores i 39 minuts en l'aterratge.
El 7 de setembre de 2005, la nau no tripulada Progress 53 (P18) es va desacoblar de l'estació i va ser desorbitat, per fer lloc a l'arribada del Progress 54 (P19) que es va acoblar el setembre de 2008 i va transferir uns 2300 kg de subministraments, (combustible, aigua, i càrrega seca incloent generadors d'oxigen) a l'estació.
En el 3 d'octubre de 2005, la nau Soiuz TMA-7 es va acoblar amb la tripulació de l'Expedició 12.
En Thomas Reiter (ESA) estava programat per unir-se a la missió a l'octubre de 2005 en la missió d'abastiment del STS-121 a l'ISS, però a causa que aquesta missió va patir de retards fins al 2006, finalment va ser membre de l'Expedició 13.

## Passeigs espacials
En el 18 d'agost de 2005 19:02 UTC (3:02 p.m. EDT), la tripulació va iniciar un passeig espacial de 4 hores i 58 minutes. Va treure i portar a l'interior de l'estació en un contenidor de l'experiment Biorisk rus amb els bacteris de l'exterior de la Pirs; un MPAC (un captador de brossa espacial i micrometeoroides) i SEED (un panell d'exposició de materials) del Mòdul de Servei Zvezdà; i l'experiment Matroska, (Dosímetres de radiació en materials equivalents del teixit humà). Van instal·lar una càmera de televisió en el Zvezdà, i van comprovar la tauleta d'experiment d'exposició-contaminació Korma, i van treure un contenidor d'experiments d'exposició de materials.